# Aleksander i Rufus
Aleksander i Rufus (Rufus z Rzymu) – postacie biblijne żyjące w I wieku, święci Kościoła katolickiego, prawosławnego i ormiańskiego.

## Żywot świętych
Ewangelista Marek wymienia synów Szymona Cyrenejczyka Aleksandra i Rufusa. Porównując nowotestamentową Ewangelię Marka (BT Mk 15,21) i List do Rzymian (BT Rz 16,13) przypuszcza się, iż bracia znani byli z czasów kiedy towarzyszyli Piotrowi Apostołowi w pobycie w gminie rzymskiej, a Rufus wymieniany w Liście Pawła z Tarsu jest tą samą postacią, która pojawia się w Ewangelii Marka.
Obaj mieli być znanymi czytelnikom Ewangelii. Niektórzy hagiografowie zaliczają Rufusa do grupy siedemdziesięciu dwóch wysłańców Jezusa Chrystusa i przypisują późniejsze biskupstwo egipskich Teb.
Aleksander miał zginąć ponosząc śmierć męczeńską w Kartagenie 11 marca, zaś Rufus znalazł się w martyrologium św. Ado pod dniem 21 marca.

## Dzień obchodów
Wspomnienie liturgiczne św. Rufusa w Kościele katolickim obchodzone jest za Martyrologium rzymskim 21 listopada.
Wyznawcy prawosławia wspominają Świętego 4/17 stycznia i 8/21 kwietnia, tj. 17 stycznia (wspomnienie 70 apostołów) i 21 kwietnia według kalendarza gregoriańskiego, natomiast w Kościele ormiańskim wspomnienie obchodzone jest 9/22 kwietnia, tj. 22 kwietnia.